# Маргеріт Піндлінг
Маргеріт Матильда Піндлінг (англ. Marguerite Matilda Pindling, до шлюбу Маккензі (англ. McKenzie, нар. 26 червня 1932) — генерал-губернаторка Багамських Островів з 8 липня 2014 року по 28 червня 2019 року. Вдова першого прем'єр-міністра країни Ліндена Піндлінга.

## Інтернет-ресурси
- Dame Marguerite sworn in as 10th Governor-General of The Bahamas [Архівовано 4 березня 2016 у Wayback Machine.] (Homepage der Regierung der Bahamas, 8. Juli 2014)
- Dame Marguerite Pindling sworn in as 10th Governor-General of The Bahamas (caribbeanelections.com, 8. Juli 2014)
- The life and times of Dame Marguerite Pindling [Архівовано 10 вересня 2017 у Wayback Machine.]. In: The Bahamas Weekly vom 28. Oktober 2010
- Dame Marguerite Pindling confirmed as next CG. In: The Nassau Guardian vom 5. Juli 2014